# 2018-as labdarúgó-világbajnokság (A csoport)
A 2018-as labdarúgó-világbajnokság A csoportjának mérkőzéseit 2018. június 14-től 25-ig játszották. A csoportban a rendező Oroszország, valamint Szaúd-Arábia, Egyiptom és Uruguay szerepelt. Uruguay és Oroszország jutott tovább.

## Tabella
| Hely. | Csapat          | M | Gy | D | V | G+ | G– | Gk | P | Továbbjutás                                |
| ----- | --------------- | - | -- | - | - | -- | -- | -- | - | ------------------------------------------ |
| 1.    | Uruguay         | 3 | 3  | 0 | 0 | 5  | 0  | +5 | 9 | Továbbjutott az egyenes kieséses szakaszba |
| 2.    | Oroszország (R) | 3 | 2  | 0 | 1 | 8  | 4  | +4 | 6 | Továbbjutott az egyenes kieséses szakaszba |
| 3.    | Szaúd-Arábia    | 3 | 1  | 0 | 2 | 2  | 7  | −5 | 3 |                                            |
| 4.    | Egyiptom        | 3 | 0  | 0 | 3 | 2  | 6  | −4 | 0 |                                            |

## Mérkőzések
Az időpontok helyi idő szerint, a zárójelben magyar idő szerint értendők.
Használt rövidítések (magyar rövidítés – angol rövidítés – poszt):
| - KA – GK – kapus - V – DF – hátvéd - S – SW – söprögető - JV – RB – jobb oldali védő - KV – CB – középső védő - BV – LB – bal oldali védő - JSZV – RWB – jobb szélső védő - BSZV – LWB – bal szélső védő | - KP – MF – középpályás - VKP – DM – védekező középpályás - BKP – LM – bal oldali középpályás - KKP – CM – középső középpályás - JKP – RM – jobb oldali középpályás | - JSZ – RW – jobb szélső - BSZ – LW – bal szélső - TKP – AM – támadó középpályás | - CS – ST, FW – csatár - JCS – RF – jobb oldali csatár - KCS – CF – középső csatár - BCS – LF – bal oldali csatár |

### Oroszország – Szaúd-Arábia
| 2018. június 14. 18:00 (17:00) |

| Oroszország                                                | 5–0               | Szaúd-Arábia |
| ---------------------------------------------------------- | ----------------- | ------------ |
| Gazinszkij 12' Cserisev 43' 90+1' Dzjuba 71' Golovin 90+4' | (2–0) Jegyzőkönyv |              |

| Luzsnyiki Stadion, Moszkva Nézőszám: 78 011 Játékvezető: Néstor Pitana (argentin) |

| Oroszország | Szaúd-Arábia |

| KA                       | 1  | Igor Akinfejev (csk) |     |     |
| JV                       | 2  | Mário Fernandes      |     |     |
| KV                       | 3  | Ilja Kutyepov        |     |     |
| KV                       | 4  | Szergej Ignasevics   |     |     |
| BV                       | 18 | Jurij Zsirkov        |     |     |
| KKP                      | 8  | Jurij Gazinszkij     |     |     |
| KKP                      | 11 | Roman Zobnyin        |     |     |
| JSZ                      | 19 | Alekszandr Szamedov  |     | 64' |
| TKP                      | 9  | Alan Dzagojev        |     | 24' |
| BSZ                      | 17 | Alekszandr Golovin   | 88' |     |
| KCS                      | 10 | Fjodor Szmolov       |     | 70' |
| Cserék                   |    |                      |     |     |
| KP                       | 6  | Gyenyisz Cserisev    |     | 24' |
| KP                       | 7  | Daler Kuzjajev       |     | 64' |
| CS                       | 22 | Artyom Dzjuba        |     | 70' |
| Szövetségi kapitány:     |    |                      |     |     |
| Sztanyiszlav Csercseszov |    |                      |     |     |

| KA                   | 1  | Abdullah Al-Mayouf  |       |     |
| JV                   | 6  | Mohammed Al-Breik   |       |     |
| KV                   | 3  | Osama Hawsawi (csk) |       |     |
| KV                   | 5  | Omar Hawsawi        |       |     |
| BV                   | 13 | Yasser Al-Shahrani  |       |     |
| VKP                  | 7  | Salman Al-Faraj     |       |     |
| KKP                  | 14 | Abdullah Otayf      |       | 64' |
| KKP                  | 17 | Taisir Al-Jassim    | 90+3' |     |
| JSZ                  | 18 | Salem Al-Dawsari    |       |     |
| BSZ                  | 8  | Yahya Al-Shehri     |       | 72' |
| KCS                  | 10 | Mohammad Al-Sahlawi |       | 85' |
| Cserék               |    |                     |       |     |
| CS                   | 19 | Fahad Al-Muwallad   |       | 64' |
| KP                   | 9  | Hattan Bahebri      |       | 72' |
| CS                   | 20 | Muhannad Assiri     |       | 85' |
| Szövetségi kapitány: |    |                     |       |     |
| Juan Antonio Pizzi   |    |                     |       |     |

| A mérkőzés játékosa: Gyenyisz Cserisev (Oroszország) Asszisztensek: Juan Pablo Bellati (argentin) Hernán Maidana (argentin) Negyedik játékvezető: Sandro Ricci (brazil) Ötödik játékvezető: Emerson de Carvalho (brazil) Videóbíró: Massimiliano Irrati (olasz) Videóbíró-asszisztens: Mauro Vigliano (argentin) Carlos Astroza (chilei) Daniele Orsato (olasz) |

### Egyiptom – Uruguay
| 2018. június 15. 17:00 (14:00) |

| Egyiptom | 0–1               | Uruguay     |
| -------- | ----------------- | ----------- |
|          | (0–0) Jegyzőkönyv | Giménez 89' |

| Központi stadion, Jekatyerinburg Nézőszám: 27 015 Játékvezető: Björn Kuipers (holland) |

| Egyiptom | Uruguay |

| KA                   | 23 | Mohamed El-Shenawy  |       |     |
| JV                   | 7  | Ahmed Fathi (csk)   |       |     |
| KV                   | 2  | Ali Gabr            |       |     |
| KV                   | 6  | Ahmed Hegázi        | 90+6' |     |
| BV                   | 13 | Mohamed Abdel-Shafy |       |     |
| KKP                  | 8  | Tarek Hamed         |       | 50' |
| KKP                  | 17 | Mohamed en-Neni     |       |     |
| JSZ                  | 22 | Amr Warda           |       | 82' |
| TKP                  | 19 | Abdallah Said       |       |     |
| BSZ                  | 21 | Trézéguet           |       |     |
| KCS                  | 9  | Marwan Mohsen       |       | 63' |
| Cserék:              |    |                     |       |     |
| KP                   | 5  | Sam Morsy           | 90+4' | 50' |
| CS                   | 11 | Kahraba             |       | 63' |
| CS                   | 14 | Ramadán Szobhi      |       | 82' |
| Szövetségi kapitány: |    |                     |       |     |
| Héctor Cúper         |    |                     |       |     |

| KA                   | 1  | Fernando Muslera       |  |     |
| JV                   | 4  | Guillermo Varela       |  |     |
| KV                   | 2  | José María Giménez     |  |     |
| KV                   | 3  | Diego Godín (csk)      |  |     |
| BV                   | 22 | Martín Cáceres         |  |     |
| JKP                  | 8  | Nahitan Nández         |  | 58' |
| KKP                  | 15 | Matías Vecino          |  | 87' |
| KKP                  | 6  | Rodrigo Bentancur      |  |     |
| BKP                  | 10 | Giorgian De Arrascaeta |  | 59' |
| KCS                  | 9  | Luis Alberto Suárez    |  |     |
| KCS                  | 21 | Edinson Cavani         |  |     |
| Cserék:              |    |                        |  |     |
| KP                   | 5  | Carlos Sánchez         |  | 58' |
| KP                   | 7  | Cristian Rodríguez     |  | 59' |
| KP                   | 14 | Lucas Torreira         |  | 87' |
| Szövetségi kapitány: |    |                        |  |     |
| Óscar Tabárez        |    |                        |  |     |

| A mérkőzés játékosa: Mohamed El-Shenawy (Egyiptom) Asszisztensek: Sander van Roekel (holland) Erwin Zeinstra (holland) Negyedik játékvezető: Milorad Mažić (szerb) Ötödik játékvezető: Milovan Ristić (szerb) Videóbíró: Danny Makkelie (holland) Videóbíró-asszisztens: Paweł Gil (lengyel) Cyril Gringore (francia) Clément Turpin (francia) |

### Oroszország – Egyiptom
| 2018. június 19. 21:00 (20:00) |

| Oroszország                               | 3–1               | Egyiptom              |
| ----------------------------------------- | ----------------- | --------------------- |
| Fathi 47' (öngól) Cserisev 59' Dzjuba 62' | (0–0) Jegyzőkönyv | Szaláh 73' (11-esből) |

| Kresztovszkij Stadion, Szentpétervár Nézőszám: 64 468 Játékvezető: Enrique Cáceres (paraguayi) |

| Oroszország | Egyiptom |

| KA                       | 1  | Igor Akinfejev (csk) |     |     |
| JV                       | 2  | Mário Fernandes      |     |     |
| KV                       | 3  | Ilja Kutyepov        |     |     |
| KV                       | 4  | Szergej Ignasevics   |     |     |
| BV                       | 18 | Jurij Zsirkov        |     | 86' |
| KKP                      | 11 | Roman Zobnyin        |     |     |
| KKP                      | 8  | Jurij Gazinszkij     |     |     |
| JSZ                      | 19 | Alekszandr Szamedov  |     |     |
| TKP                      | 17 | Alekszandr Golovin   |     |     |
| BSZ                      | 6  | Gyenyisz Cserisev    |     | 74' |
| KCS                      | 22 | Artyom Dzjuba        |     | 79' |
| Cserék:                  |    |                      |     |     |
| KP                       | 7  | Daler Kuzjajev       |     | 74' |
| CS                       | 10 | Fjodor Szmolov       | 84' | 79' |
| V                        | 13 | Fjodor Kudrjasov     |     | 86' |
| Szövetségi kapitány:     |    |                      |     |     |
| Sztanyiszlav Csercseszov |    |                      |     |     |

| KA                   | 23 | Mohamed El-Shenawy  |     |     |
| JV                   | 7  | Ahmed Fathi (csk)   |     |     |
| KV                   | 2  | Ali Gabr            |     |     |
| KV                   | 6  | Ahmed Hegázi        |     |     |
| BV                   | 13 | Mohamed Abdel-Shafy |     |     |
| KKP                  | 8  | Tarek Hamed         |     |     |
| KKP                  | 17 | Mohamed en-Neni     |     | 64' |
| JSZ                  | 10 | Mohamed Szaláh      |     |     |
| TKP                  | 19 | Abdallah Said       |     |     |
| BSZ                  | 21 | Trézéguet           | 57' | 68' |
| KCS                  | 9  | Marwan Mohsen       |     | 82' |
| Cserék:              |    |                     |     |     |
| CS                   | 22 | Amr Warda           |     | 64' |
| CS                   | 14 | Ramadán Szobhi      |     | 68' |
| CS                   | 11 | Kahraba             |     | 82' |
| Szövetségi kapitány: |    |                     |     |     |
| Héctor Cúper         |    |                     |     |     |

| A mérkőzés játékosa: Gyenyisz Cserisev (Oroszország) Asszisztensek: Eduardo Cardozo (paraguayi) Juan Zorrilla (paraguayi) Negyedik játékvezető: Cüneyt Çakır (török) Ötödik játékvezető: Bahattin Duran (török) Videóbíró: Massimiliano Irrati (olasz) Videóbíró-asszisztens: Mauro Vigliano (argentin) Carlos Astroza (chilei) Szymon Marciniak (lengyel) |

### Uruguay – Szaúd-Arábia
| 2018. június 20. 18:00 (17:00) |

| Uruguay    | 1–0               | Szaúd-Arábia |
| ---------- | ----------------- | ------------ |
| Suárez 23' | (1–0) Jegyzőkönyv |              |

| Rosztov Aréna, Rosztov-na-Donu Nézőszám: 42 678 Játékvezető: Clément Turpin (francia) |

| Uruguay | Szaúd-Arábia |

| KA                   | 1  | Fernando Muslera   |  |     |
| JV                   | 4  | Guillermo Varela   |  |     |
| KV                   | 2  | José Giménez       |  |     |
| KV                   | 3  | Diego Godín (csk)  |  |     |
| BV                   | 22 | Martín Cáceres     |  |     |
| JKP                  | 5  | Carlos Sánchez     |  | 82' |
| KKP                  | 15 | Matías Vecino      |  | 59' |
| KKP                  | 6  | Rodrigo Bentancur  |  |     |
| BKP                  | 7  | Cristian Rodríguez |  | 59' |
| CS                   | 9  | Luis Suárez        |  |     |
| CS                   | 21 | Edinson Cavani     |  |     |
| Cserék:              |    |                    |  |     |
| KP                   | 17 | Diego Laxalt       |  | 59' |
| KP                   | 14 | Lucas Torreira     |  | 59' |
| KP                   | 8  | Nahitan Nández     |  | 82' |
| Szövetségi kapitány: |    |                    |  |     |
| Óscar Tabárez        |    |                    |  |     |

| KA                   | 22 | Mohammed Al-Owais   |  |     |
| JV                   | 6  | Mohammed Al-Breik   |  |     |
| KV                   | 3  | Osama Hawsawi (csk) |  |     |
| KV                   | 4  | Ali Al-Bulaihi      |  |     |
| BV                   | 13 | Yasser Al-Shahrani  |  |     |
| VKP                  | 14 | Abdullah Otayf      |  |     |
| KKP                  | 7  | Salman Al-Faraj     |  |     |
| KKP                  | 17 | Taisir Al-Jassim    |  | 44' |
| JSZ                  | 9  | Hattan Bahebri      |  | 75' |
| BSZ                  | 18 | Salem Al-Dawsari    |  |     |
| KCS                  | 19 | Fahad Al-Muwallad   |  | 78' |
| Cserék:              |    |                     |  |     |
| KP                   | 16 | Housain Al-Mogahwi  |  | 44' |
| KP                   | 12 | Mohamed Kanno       |  | 75' |
| CS                   | 10 | Mohammad Al-Sahlawi |  | 78' |
| Szövetségi kapitány: |    |                     |  |     |
| Juan Antonio Pizzi   |    |                     |  |     |

| A mérkőzés játékosa: Luis Suárez (Uruguay) Asszisztensek: Nicolas Danos (francia) Cyril Gringore (francia) Negyedik játékvezető: John Pitti (panamai) Ötödik játékvezető: Gabriel Victoria (panamai) Videóbíró: Szymon Marciniak (lengyel) Videóbíró-asszisztens: Paweł Gil (lengyel) Pawel Sokolnicki (lengyel) Daniele Orsato (olasz) |

### Uruguay – Oroszország
| 2018. június 25. 18:00 (16:00) |

| Uruguay                                    | 3–0               | Oroszország          |
| ------------------------------------------ | ----------------- | -------------------- |
| Suárez 10' Cserisev 23' (öngól) Cavani 90' | (2–0) Jegyzőkönyv | Szmolnyikov 27′, 36′ |

| Szamara Aréna, Szamara Nézőszám: 41 970 Játékvezető: Malang Diedhiou (szenegáli) |

| Uruguay | Oroszország |

| KA                   | 1  | Fernando Muslera       |     |       |
| KV                   | 19 | Sebastián Coates       |     |       |
| KV                   | 3  | Diego Godín (csk)      |     |       |
| KV                   | 22 | Martín Cáceres         |     |       |
| VKP                  | 14 | Lucas Torreira         |     |       |
| KKP                  | 15 | Matías Vecino          |     |       |
| KKP                  | 6  | Rodrigo Bentancur      | 59' | 63'   |
| JSZ                  | 8  | Nahitan Nández         |     | 73'   |
| BSZ                  | 17 | Diego Laxalt           |     |       |
| KCS                  | 9  | Luis Suárez            |     |       |
| KCS                  | 21 | Edinson Cavani         |     | 90+3' |
| Cserék:              |    |                        |     |       |
| KP                   | 10 | Giorgian De Arrascaeta |     | 63'   |
| KP                   | 7  | Cristian Rodríguez     |     | 73'   |
| CS                   | 18 | Maxi Gómez             |     | 90+3' |
| Szövetségi kapitány: |    |                        |     |       |
| Óscar Tabárez        |    |                        |     |       |

| KA                       | 1  | Igor Akinfejev (csk) |          |     |
| JV                       | 23 | Igor Szmolnyikov     | 27′, 36′ |     |
| KV                       | 3  | Ilja Kutyepov        |          |     |
| KV                       | 4  | Szergej Ignasevics   |          |     |
| BV                       | 13 | Fjodor Kudrjasov     |          |     |
| KKP                      | 11 | Roman Zobnyin        |          |     |
| KKP                      | 8  | Jurij Gazinszkij     | 9'       | 46' |
| JSZ                      | 19 | Alekszandr Szamedov  |          |     |
| TKP                      | 15 | Alekszej Mirancsuk   |          | 60' |
| BSZ                      | 6  | Gyenyisz Cserisev    |          | 38' |
| KCS                      | 22 | Artyom Dzjuba        |          |     |
| Cserék:                  |    |                      |          |     |
| V                        | 2  | Mário Fernandes      |          | 38' |
| KP                       | 7  | Daler Kuzjajev       |          | 46' |
| CS                       | 10 | Fjodor Szmolov       |          | 60' |
| Szövetségi kapitány:     |    |                      |          |     |
| Sztanyiszlav Csercseszov |    |                      |          |     |

| A mérkőzés játékosa: Luis Suárez (Uruguay) Asszisztensek: Djibril Camara (szenegáli) El Hadji Samba (szenegáli) Negyedik játékvezető: Bamlak Tessema Weyesa (etióp) Ötödik játékvezető: Hasan Al Mahri (egyesült arab emírségekbeli) Videóbíró: Clément Turpin (francia) Videóbíró-asszisztens: Paweł Gil (lengyel) Cyril Gringore (francia) Daniele Orsato (olasz) |

### Szaúd-Arábia – Egyiptom
| 2018. június 25. 17:00 (16:00) |

| Szaúd-Arábia                               | 2–1               | Egyiptom   |
| ------------------------------------------ | ----------------- | ---------- |
| Al-Faraj 45+6' (11-esből) Al-Dawsari 90+5' | (1–1) Jegyzőkönyv | Szaláh 22' |

| Volgográd Aréna, Volgográd Nézőszám: 36 823 Játékvezető: Wilmar Roldán (kolumbiai) |

| Szaúd-Arábia | Egyiptom |

| KA                   | 21 | Yasser Al-Mosailem  |  |     |
| JV                   | 6  | Mohammed Al-Breik   |  |     |
| KV                   | 3  | Osama Hawsawi (csk) |  |     |
| KV                   | 23 | Motaz Hawsawi       |  |     |
| BV                   | 13 | Yasser Al-Shahrani  |  |     |
| VKP                  | 14 | Abdullah Otayf      |  |     |
| KKP                  | 7  | Salman Al-Faraj     |  |     |
| KKP                  | 16 | Housain Al-Mogahwi  |  |     |
| JSZ                  | 9  | Hattan Bahebri      |  | 65' |
| BSZ                  | 18 | Salem Al-Dawsari    |  |     |
| KCS                  | 19 | Fahad Al-Muwallad   |  | 79' |
| Cserék:              |    |                     |  |     |
| CS                   | 20 | Muhannad Assiri     |  | 65' |
| KP                   | 8  | Yahya Al-Shehri     |  | 79' |
| Szövetségi kapitány: |    |                     |  |     |
| Juan Antonio Pizzi   |    |                     |  |     |

| KA                   | 1  | Eszám el-Hadari (csk) |       |       |
| JV                   | 7  | Ahmed Fathi           | 86'   |       |
| KV                   | 2  | Ali Gabr              | 45+5' |       |
| KV                   | 6  | Ahmed Hegázi          |       |       |
| BV                   | 13 | Mohamed Abd es-Safi   |       |       |
| KKP                  | 17 | Mohamed en-Neni       |       |       |
| KKP                  | 8  | Tárik Hámid           |       |       |
| JSZ                  | 10 | Mohamed Szaláh        |       |       |
| TKP                  | 19 | Abdalláh esz-Szaíd    |       | 45+7' |
| BSZ                  | 21 | Trézéguet             |       | 81'   |
| KCS                  | 9  | Marván Mohszen        |       | 64'   |
| Cserék:              |    |                       |       |       |
| CS                   | 22 | Amrú Varda            |       | 45+7' |
| CS                   | 14 | Ramadán Szobhi        |       | 64'   |
| CS                   | 11 | Mahmúd Kahraba        |       | 81'   |
| Szövetségi kapitány: |    |                       |       |       |
| Héctor Cúper         |    |                       |       |       |

| A mérkőzés játékosa: Mohamed Szaláh (Egyiptom) Asszisztensek: Alexander Guzmán (kolumbiai) Cristian de la Cruz (kolumbiai) Negyedik játékvezető: Ricardo Montero (Costa Rica-i) Ötödik játékvezető: Hiroshi Yamauchi (japán) Videóbíró: Artur Soares Dias (portugál) Videóbíró-asszisztens: Tiago Martins (portugál) Carlos Astroza (chilei) Wilton Sampaio (brazil) |